# La Guerche-sur-l'Aubois
La Guerche-sur-l'Aubois là một xã thuộc tỉnh Cher trong vùng Centre-Val de Loire miền trung Pháp.

## Dân số
| 1962                                | 1968 | 1975 | 1982 | 1990 | 1999 | 2006 |
| ----------------------------------- | ---- | ---- | ---- | ---- | ---- | ---- |
| 3453                                | 3717 | 3682 | 3326 | 3219 | 3397 | 3415 |
| Từ năm 1962 Dân số không tính trùng |      |      |      |      |      |      |